# Nokere Koerse féminine 2023
Pour la course masculine, voir Nokere Koerse 2023.
La 4e édition de la Nokere Koerse féminine a lieu le 15 mars 2023. La course fait partie du calendrier international féminin UCI 2023 en catégorie 1.Pro. Elle est remportée par la Belge Lotte Kopecky.

## Présentation

### Équipes
| UCI Women's WorldTeams (11)- Team DSM - Fenix-Deceuninck - Israel-Premier Tech Roland - Team Jumbo-Visma - Liv Racing TeqFind - Movistar Team - SD Worx - Trek-Segafredo - Team Jayco AlUla - UAE Team ADQ - Uno-X Pro Cycling Team Équipes féminines continentales (9)- AG Insurance - Soudal Quick-Step Team - Ceratizit-WNT Pro Cycling - Coop-Hitec Products - Duolar-Chevalmeire - Lifeplus Wahoo - Lotto Dstny Ladies - Parkhotel Valkenburg - St Michel-Mavic-Auber93 - Zaaf Cycling Team |
| |

## Récit de la course
Au kilomètre quarante-cinq, un groupe de six se forme dans le Tiegemberg incluant Lotte Kopecky. Il est rapidement repris. À une soixantaine de kilomètres de l'arrivée, la Belge attaque de nouveau, avec Anna Henderson cette fois. Leur avance atteint trente secondes, mais elles sont reprises à quarante-cinq kilomètres de la ligne. La SD Worx accélère alors en tête du peloton, ce qui provoque une sélection. En entamment le dernier tour, il est constitué de quarante-et-une coureuses. Daniek Hengeveld passe à l'offensive, mais est rapidement revue. Aude Biannic contre et obtient vingt secondes d'avantage. À douze kilomètres de l'arrivée, dans la dernière montée de la Lange Aststraat, Lotte Kopecky place une puissance accélèration que Eleonora Gasparrini ne peut suivre. Biannic est rejointe par la Belge. La Française ne peut passer des relais et est distancée à sept kilomètres de la fin. Derrière, Henderson sort avec Elisa Balsamo. Cette dernière chute dans un virage sur pavé. Kopecky s'impose. Derrière, Lorena Wiebes règle le peloton.

## Classements

### Classement final
| \| Classement général \| Classement général \| Classement général \| Classement général \| Classement général \| \| Coureuse \| Coureuse \| Pays \| Équipe \| Temps \| \| ------------------ \| ------------------- \| ------------------ \| ------------------------------ \| ------------------ \| \| 1re \| Lotte Kopecky \| Belgique \| SD Worx \| 3 h 15 min 03 s \| \| 2e \| Lorena Wiebes \| Pays-Bas \| SD Worx \| + 28 s \| \| 3e \| Marta Bastianelli \| Italie \| UAE Team ADQ \| + 29 s \| \| 4e \| Elisa Balsamo \| Italie \| Trek-Segafredo \| + 29 s \| \| 5e \| Arlenis Sierra \| Cuba \| Movistar Team \| + 29 s \| \| 6e \| Lotta Henttala \| Finlande \| AG Insurance-Soudal Quick-Step \| + 29 s \| \| 7e \| Julie De Wilde \| Belgique \| Fenix-Deceuninck \| + 29 s \| \| 8e \| Anna Henderson \| Royaume-Uni \| Team Jumbo-Visma \| + 29 s \| \| 9e \| Marta Lach \| Pologne \| Ceratizit-WNT Pro Cycling \| + 29 s \| \| 10e \| Letizia Paternoster \| Italie \| Team Jayco AlUla \| + 29 s \| |                     |             |                                |                 |
| |                     |             |                                |                 |
| Source : ProCyclingStats |                     |             |                                |                 |
| Classement général |                     |             |                                |                 |
| Coureuse | Coureuse            | Pays        | Équipe                         | Temps           |
| 1re | Lotte Kopecky       | Belgique    | SD Worx                        | 3 h 15 min 03 s |
| 2e | Lorena Wiebes       | Pays-Bas    | SD Worx                        | + 28 s          |
| 3e | Marta Bastianelli   | Italie      | UAE Team ADQ                   | + 29 s          |
| 4e | Elisa Balsamo       | Italie      | Trek-Segafredo                 | + 29 s          |
| 5e | Arlenis Sierra      | Cuba        | Movistar Team                  | + 29 s          |
| 6e | Lotta Henttala      | Finlande    | AG Insurance-Soudal Quick-Step | + 29 s          |
| 7e | Julie De Wilde      | Belgique    | Fenix-Deceuninck               | + 29 s          |
| 8e | Anna Henderson      | Royaume-Uni | Team Jumbo-Visma               | + 29 s          |
| 9e | Marta Lach          | Pologne     | Ceratizit-WNT Pro Cycling      | + 29 s          |
| 10e | Letizia Paternoster | Italie      | Team Jayco AlUla               | + 29 s          |

### Points UCI
| Position           | 1er | 2e  | 3e  | 4e  | 5e | 6e | 7e | 8e | 9e | 10e | 11e | 12e | 13e | 14e | 15e | 16e à 25e |
| Classement général | 200 | 150 | 125 | 100 | 85 | 70 | 60 | 50 | 40 | 35  | 30  | 25  | 20  | 15  | 10  | 5         |

## Liste des participants
| Légende | Légende                                                                    | Légende | Légende                                                    |
| ------- | -------------------------------------------------------------------------- | ------- | ---------------------------------------------------------- |
| Num     | Dossard de départ porté par le coureur sur cette Nokere Koerse voor Dames  | Pos     | Position à l'arrivée de la course                          |
|         | Indique un maillot de champion national ou mondial, suivi de sa spécialité | NP      | Indique un coureur qui n'a pas pris le départ de la course |
| AB      | Indique un coureur qui n'a pas terminé la course                           | HD      | Indique un coureur qui a terminé la course hors des délais |